# Degrassi Junior High
Degrassi Junior High es una serie de televisión canadiense, la segunda serie de la franquicia Degrassi. Se emitió por la CBC Television de 1987 a 1989.
El drama adolescente seguía las vidas de un grupo de estudiantes que asistían a una escuela de ficción. En muchos episodios se abordaron temas difíciles como el bullying, uso de drogas, maltrato infantil, embarazo adolescente, homosexualidad, homofobia, racismo y divorcio. La serie fue aclamada por su sensible y realista descripción de los desafíos de la vida adolescente. El elenco estaba compuesto principalmente por actores no profesionales, lo que contribuyó al mayor realismo del programa.
La serie contó con muchos de los mismos actores que habían protagonizado The Kids of Degrassi Street unos años antes, entre ellos Stacie Mistysyn, Neil Hope, Anais Granofsky, Sarah Charlesworth y otros. Sin embargo, los nombres de sus personajes y las situaciones familiares habían cambiado, por lo que Degrassi Junior High no puede, por lo tanto, ser considerada un spinoff directo.
El asesor legal de todos los episodios fue Stephen Stohn, quien más tarde se convirtió en el productor ejecutivo de Degrassi: The Next Generation. La serie fue rodada en la escuela pública Vincent Massey Public School en Etobicoke, Ontario.

## Episodios
En 1987, Degrassi Junior High ganó un Emmy Internacional en la categoría de Infantil y Juvenil por el episodio «It's Late», donde Christine “Spike” Nelson quedó embarazada en la fiesta de Lucy después de tener relaciones sexuales con Shane. El bebé de Spike se llamaba Emma, para conmemorar el premio, y Emma terminaría siendo la inspiración para la serie derivada, Degrassi: The Next Generation.